# Целестина
Целести́на (от лат. Caelestine «небесная») — женское имя, вариант мужского имени Целестин.
По версии А. В. Суперанской, латинское слово Caelestine происходит из coelestis в значении «небесная». А. И. Рыбакин понимал латинское слово Caelestine как «небесная, божественная». Также в русском языке вариантом Целестины является имя Келестина.
Возможно, происхождение имени Целестина имеет связь с эпитетом Венеры — Venus Caelestis.

## Иноязычные варианты
- англ. Celestine[2][3]
- итал. Celestina[3]
- нем. Cölestine[2]
- пол. Celestyna[5]
- фр. Célestine[2][3]

## Именины
Католические именины: 18 марта, 6 апреля.